# Pankuš
Il pankuš (o panku) era un organo collegiale del regno ittita. I suoi compiti non ci sono perfettamente noti. Sappiamo però che il panku era formato dall'élite dei funzionari e degli ufficiali ittiti, spesso membri della famiglia reale. Specialmente nell'Antico Regno ittita la sua sfera di influenza era assai significativa e veniva convocato, a quanto pare, soprattutto in relazione a questioni concernenti la successione al trono.
Il re Hattushili I si rivolse al panku perché riconoscesse il nipote Murshili come suo successore.
Telipinu stabilì che responsabilità del panku fosse anche quella di punire le colpe dei più alti ufficiali di palazzo, come il primo attendente di palazzo, il comandante delle guardie del corpo a corte e il responsabile per i vini. Essendo in quella fase i membri del panku ufficiali di rango inferiore rispetto alle figure che erano tenute a giudicare, Mario Liverani ipotizza che la scelta di Telipinu sia imputabile al suo desiderio di operare un maggiore controllo nei confronti dell'alta nobiltà ittita. Se però un principe tramava contro il re o contro un membro della famiglia reale, la responsabilità di giudicarlo era affidata non al panku, ma alla tuliya, un organo collegiale più ristretto.